# Pseudohadena chenopodiphaga
Pseudohadena chenopodiphaga là một loài bướm đêm trong họ Noctuidae.